# 十万石まつり

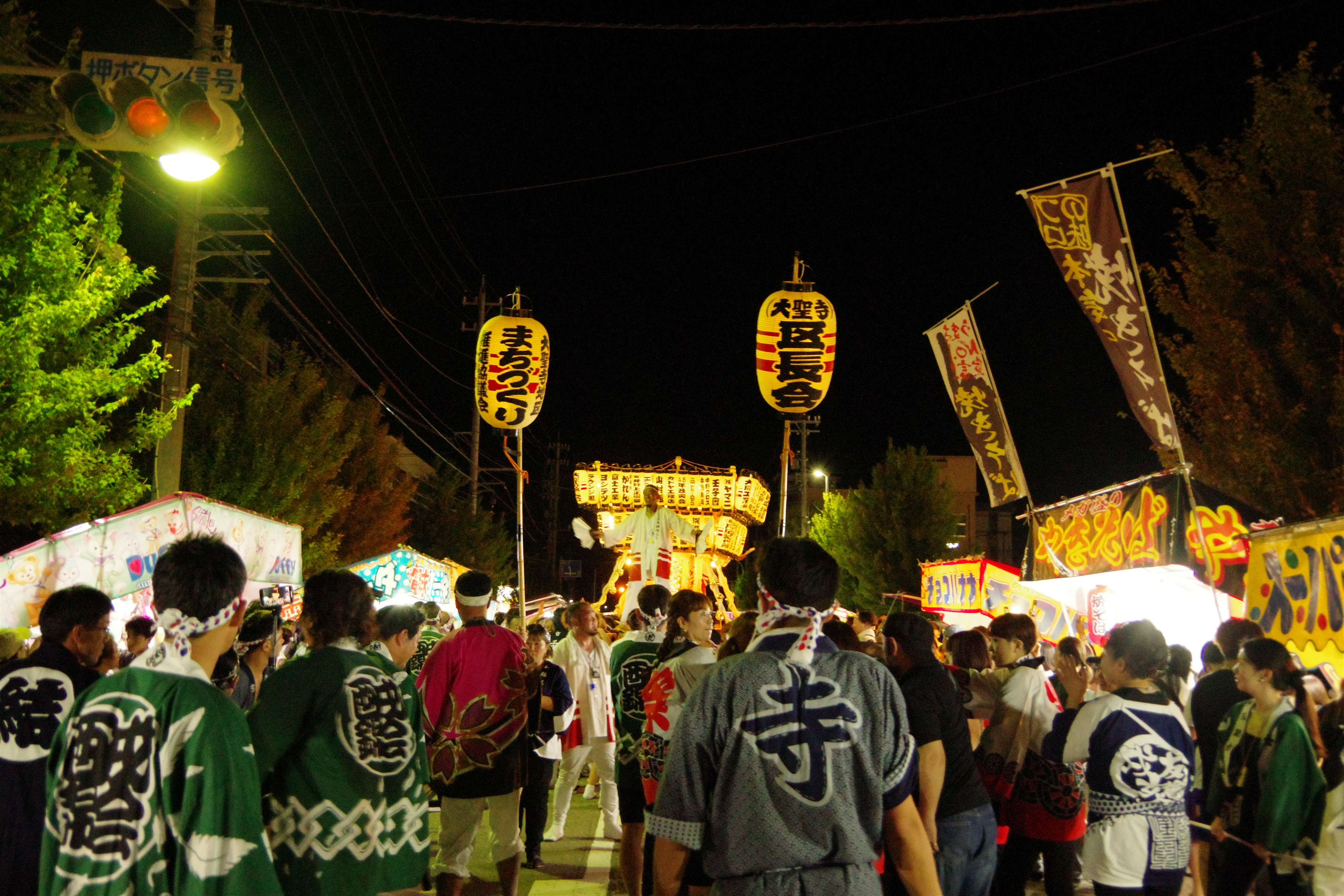
万燈（まんとう）みこしの担ぎ上げ

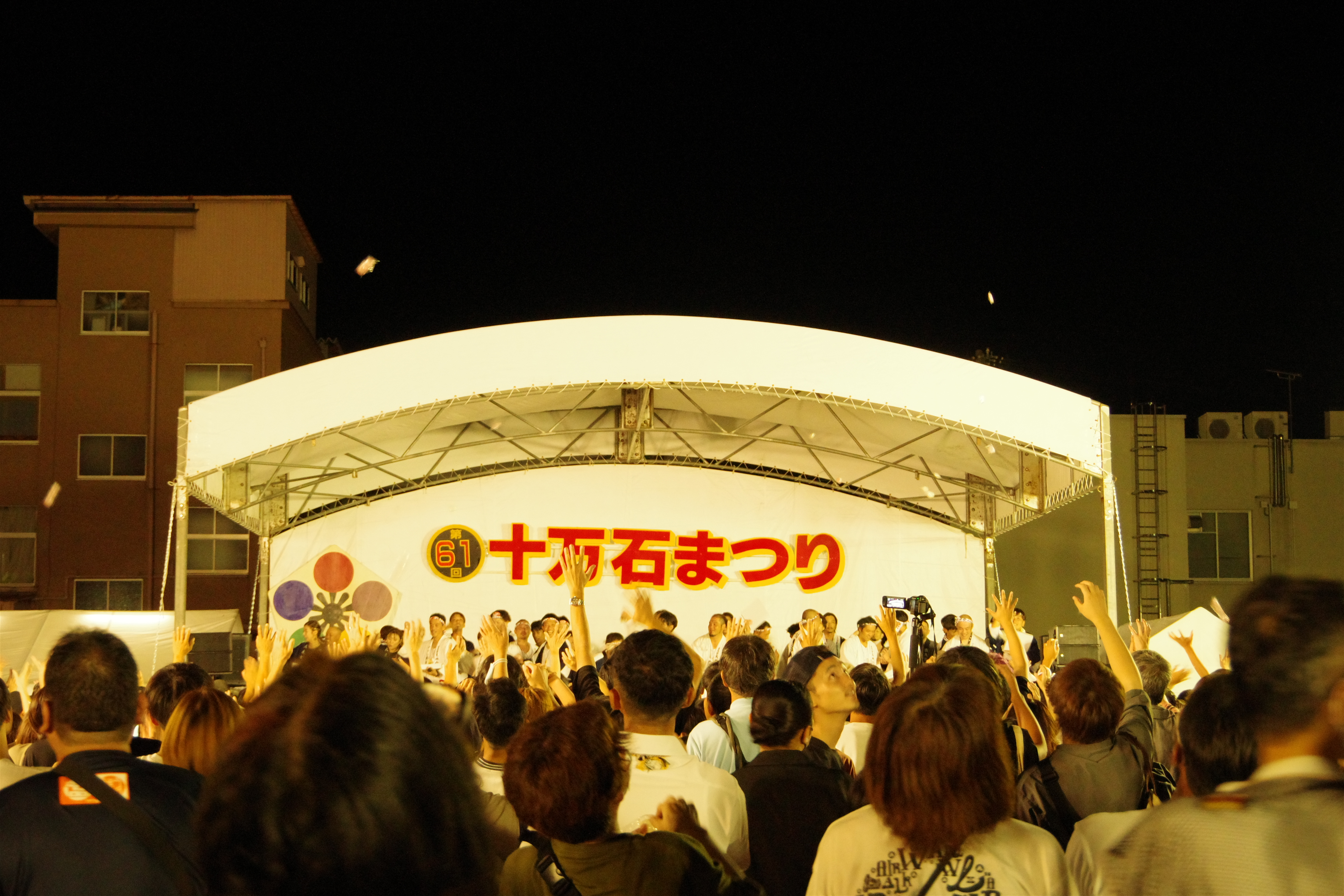
餅まきの様子

十万石祭り（じゅうまんごくまつ）とは、石川県加賀市大聖寺で、毎年9月第2土曜、日曜に行われる祭り。主催は十万石まつり実行委員会。

## 概要
大聖寺地区で一番大きなお祭り。日本最大級の大きさ(直径2.1m、重さ約2.5t)の大皿を乗せた「古九谷大皿みこし」が有名。
北國花火大聖寺大会が最終日の夜を彩る。また、様々なパフォーマンス・催し物が行われる。岐阜県大垣市の同名の祭り「十万石まつり」や、同じ石川県金沢市の「百万石まつり」とは関係がない。